# Pinan
Els pinan o heian (平安) són una sèrie de cinc katas que s'usen en molts estils de karate. Els katas pinana són originaris d'Okinawa i van ser posteriorment modificats per Anko Itosu. Quan Gichin Funakoshi portà el karate al Japó canvià el nom per heian que significa "tranquil·litat i calma", ja que en aquells temps va esclatar la Segona Guerra Sinojaponesa i tot el que tingué res relacionat amb la Xina es va fer extremadament impopular.

## Història
Els katas pinan van ser introduir a les escoles d'Okinawa a principis de segle xx, i poc després per molts altres professors. En el dia d'avui els katas pinan estan present en els estils: shitō-ryū, wadō-ryū, shōrin-ryū, kobayashi-ryū, kyokushin, shōrei-ryū, shotokan, satsubayashi-ryū, shukokai, shindo jinen ryu, kosho-ryū kempo i molts altres estils més.